# صواري لاند مارك
صواري مول ، من أكبر الاسواق في مدينة جدة (سابقا) يقع على طريق الملك. المساحة الإجمالية 14000 متر مربع. 
حول السوق إلى محكمه جزائية في مدينة جدة

## موضوعات ذات صلة
- جدة
- ردسي مول